# Pordenonelegge.it

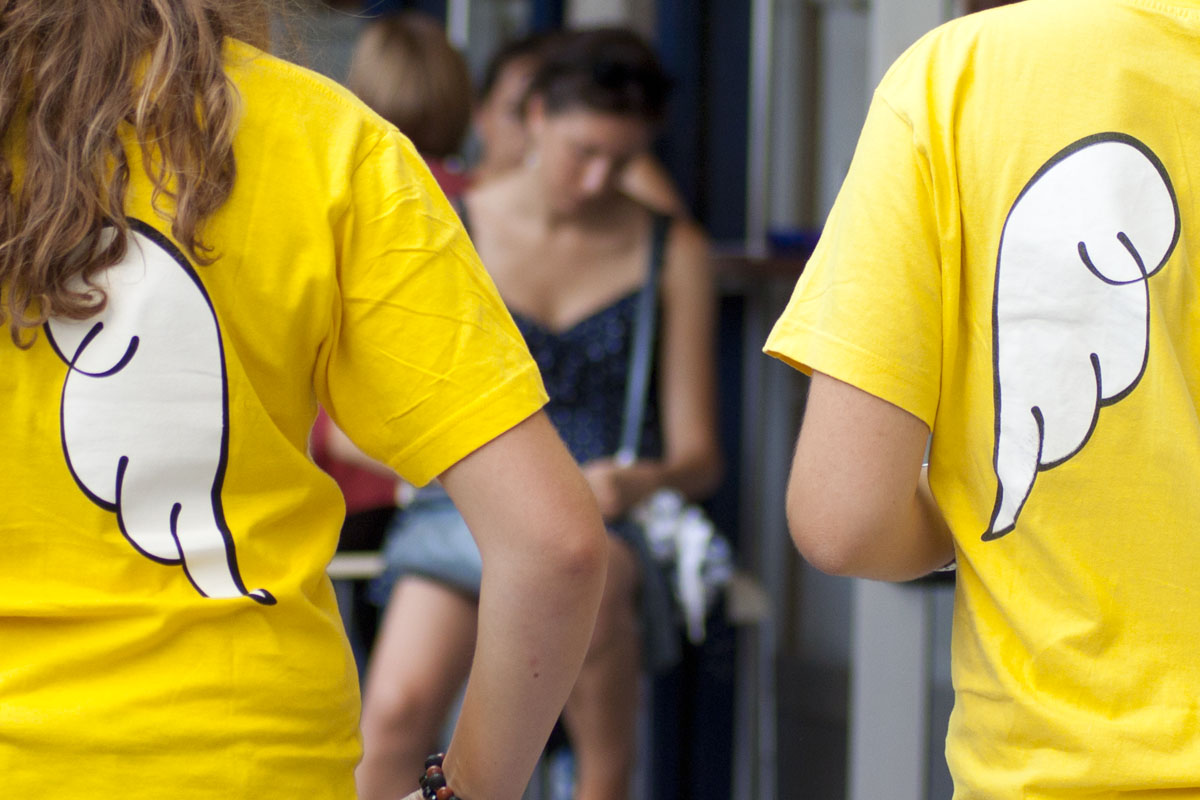
Волонтёры-"ангелы" на фестивале Порденонеледже, 2011.

Pordenonelegge — Festa del libro con gli autori («Пордено̀неле́дже», рус. «Читающий Порденоне — фестиваль книг с участием авторов») — мероприятие в издательском секторе, которое проводится в итальянском городе Порденоне (регион Фриули — Венеция-Джулия) каждый сентябрь, начиная с 2000 года.

## История и организация
За годы существования фестиваль проходил с участием таких писателей как Луис Сепульведа, философов (Ричард Рорти, Питер Сингер), учёных (Маргерита Хак, Джакомо Риззолатти) и нобелевских лауреатов (Дж. М.Кутзее). Отличительной особенностью фестиваля pordenonelegge является место его проведения: он проводится не в определенном месте города, а вовлекает весь его исторический центр, который по этому случаю окрашивается в жёлтый цвет, являющийся официальным цветом мероприятия. В фестивале участвует много молодых волонтеров, так называемых «ангелов», которые предлагают свою помощь, появляясь в хорошо узнаваемых желтых футболках с двумя стилизованными крыльями на спине. За дни проведения фестиваля встречи с читателями проводят более 200 авторов.
Фестиваль имеет большое экономическое значение не только для города Порденоне, но и для всей провинции.